# Politique à Gibraltar

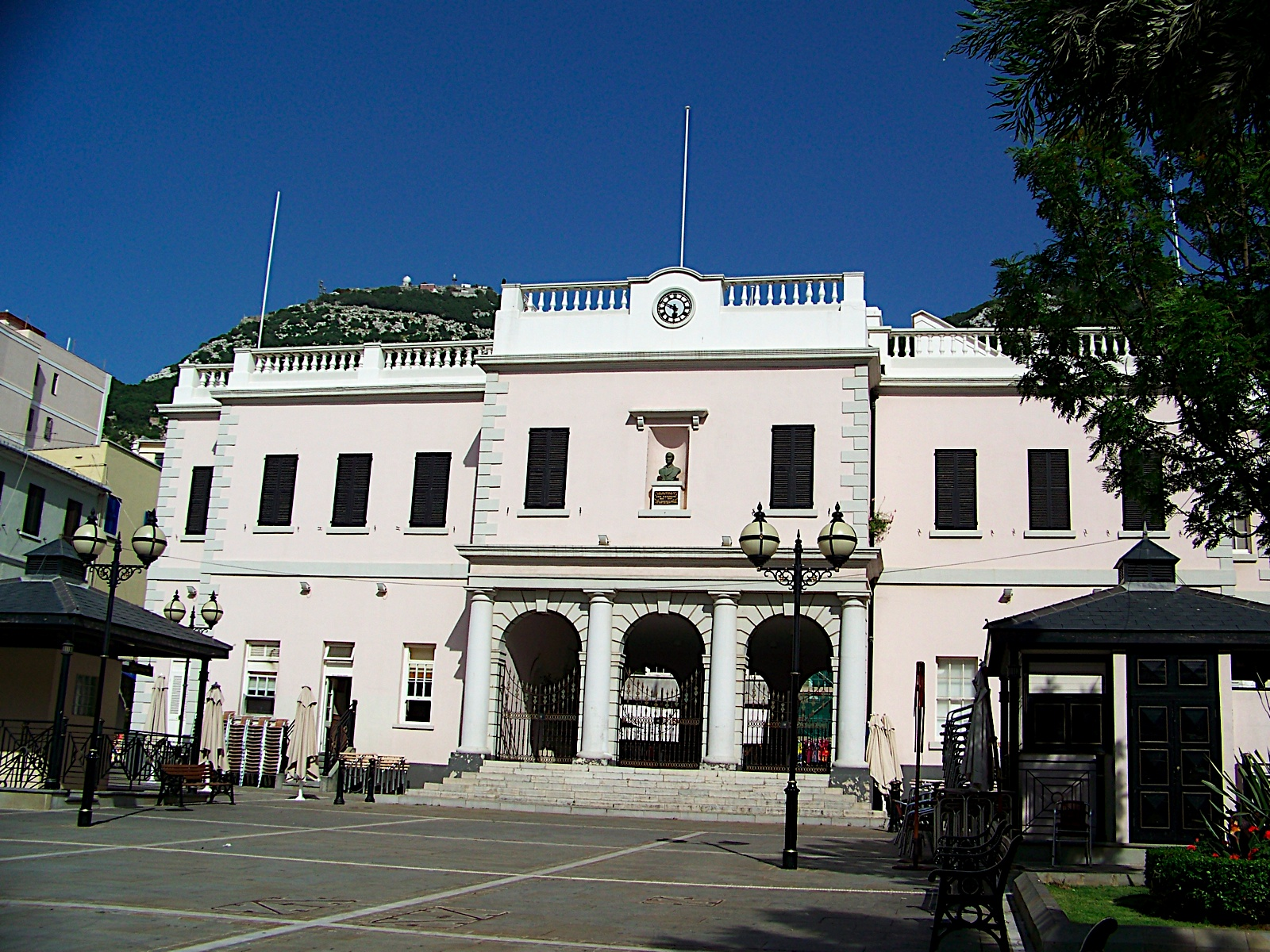
Bâtiment du Parlement de Gibraltar sur la place John Mackintosh

Gibraltar jouit de l'autonomie politique, dans un régime de démocratie parlementaire, dans lequel le ministre en chef est le chef du gouvernement, et d'un système multipartite. Gibraltar est un territoire d'outre-mer du Royaume-Uni, avec son propre gouvernement régi par la constitution entrée en vigueur le 2 janvier 2007 après la tenue d'un référendum en 2006. Le préambule de cette constitution, qui reprend celui du texte précédent datant de 1969, déclare que « le gouvernement de Sa Majesté n'entrera jamais dans les arrangements sous lesquels le peuple de Gibraltar devrait passer sous la souveraineté d'un autre État contre leurs souhaits librement et démocratiquement exprimés ».

## Historique
Par référendum, le 10 septembre 1967, le peuple de Gibraltar a rejeté par 12 138 voix contre 44, le transfert de la souveraineté vers l'Espagne et a souhaité rester sous la souveraineté britannique. Ce jour est maintenant célébré comme fête nationale. Lors du référendum organisé par le gouvernement de Gibraltar le 7 novembre 2002, les électeurs ont également rejeté le principe du partage de souveraineté entre l'Espagne et le Royaume-Uni, par 17 900 voix contre 187.
À la différence de la plupart des autres colonies britanniques, l'indépendance n'a pas été proposée à Gibraltar par le Royaume-Uni. On a suggéré que ce soit à cause du traité d'Utrecht de 1713 par lequel l'Espagne a cédé le territoire à la couronne britannique. Si celle-ci souhaite renoncer à Gibraltar, le rocher devra être d'abord proposé à l'Espagne. Cependant le gouvernement de Gibraltar a précisé que l'article 103 de la Charte des Nations unies annule cette « clause de réversion ».
Ni le Royaume-Uni, ni l'Espagne ne semblent prêts à examiner le statut juridique de la clause X du traité d'Utrecht devant les tribunaux. Les autres articles du traité réglant des questions telles que le commerce des esclaves et le transfert de Minorque aux Britanniques sont tombés en désuétude.
L'Espagne arguë que le statut de Gibraltar est un anachronisme, et que le territoire devrait être une communauté autonome espagnole, comme la Catalogne ou le Pays basque. Elle précise également que le principe de l'intégrité territoriale s'applique, comme pour la passation britannique de Hong Kong à la Chine en 1997. Cependant, en même temps, les gouvernements espagnols successifs ont refusé d'encourager la cession de leurs enclaves nord-africaines de Ceuta et de Melilla au Maroc. L'Andalousie souhaite elle que Gibraltar soit intégré dans sa région.
Les Gibraltariens continuent à affirmer qu'ils sont citoyens britanniques et non espagnols.
Certaines territoires terrestres et maritimes restent toutefois contestés.

## Liste des partis présents àGibraltar

### Partis existant actuellement, avec des membres siégeant auParlement(entre parenthèses)
Les dernières élections se sont tenues le 17 octobre 2019.
- Parti travailliste-socialiste de Gibraltar (7), social démocrate,
- Sociaux-démocrates de Gibraltar (6), conservateur centre-droit,
- Parti libéral de Gibraltar (3), libéral,
- Ensemble Gibraltar (1), progressiste et écologiste

### Partis autrefois actifs
- Parti travailliste de Gibraltar, socialiste
- Parti réformateur de Gibraltar, vert, a fusionné avec les Sociaux-démocrates de Gibraltar en 2003
- Association pour l'avancement des droits civiques
- Parti démocratique du Gibraltar britannique
- Mouvement Démocratique de Gibraltar
- Intégration avec la Grande-Bretagne

### Partis actifs à Gibraltar mais ne cherchant pas à être élu
- Parti conservateur britannique
- Nouvelle Démocratie à Gibraltar
- Parti progressiste démocrate